# ناجورتاژکان
ناجورتاژَکان (heterokonts) یا کاه‌مویان (stramenopiles) شاخه بزرگی از گیاهان یوکاریوت هستند که شامل ۱۰۵۰۰ گونهٔ شناخته‌شده می‌شود.
بیشتر ناجورتاژکان جلبک هستند و از کتانجک‌های غول چندیاخته‌ای گرفته تا دیاتومه‌های تک‌یاخته‌ای را در بر می‌گیرند. دیاتومه‌ها از سازه‌های اصلی پلانکتون‌ها هستند.
دیاتومه‌ها و جلبک‌های قهوه‌ای در این گروه جای می‌گیرند. این گروه بسیار بزرگ بوده و شامل موجودات دارای ضمایم کرک‌مانند سه‌بخشی متصل به تاژک‌ها یا موجودات مشتق از آنها می‌باشند و گاه به واژه‌هایی چون Chromophytes, Chrysophytes و Heterokontes ارجاع داده می‌شود. واژه Chromophytes نیز برای برخی یا تمامی گروه‌های جلبکی حاوی کلروفیل‌های a و c مانند Stramenopiles, Dinoflagellates, Haptophytes و Cryptomonades به کار می‌رود.
برخی از اعضای این شاخه مثل جلبک‌های قهوه‌ای و کتانجک‌ها می‌توانند تشکیل کلونی‌هایی با اندازه بزرگ دهند. یکی از مهم‌ترین ارتباطاتی که اعضای این شاخه با هم دارند داشتن موهای لوله‌ای (توبولی) سه‌قسمتی است که برروی تاژک‌ها در برخی مراحل زندگی‌شان قابل مشاهده هستند به این خاطر نام این‌ها را کاه‌مو (Stramenopila) می‌گویند.
اعضای این شاخه در زیستگاه‌های متفاوتی یافت می‌شود. آب‌های شیرین و دریاها، غنی از دیاتوم‌ها و انواع جلبک هستند. آن‌ها را می‌توان در خاک‌های مرطوب، یخچال‌های دریایی، یخچال‌های کوهی، برف‌ها و حتی روی اتمسفر یافت. آن‌هایی که زندگی آزاد و هتروتروف دارند در دریاها و آب‌های شیرین یافت می‌شوند. تعداد خیلی کمی هم همزیست جلبک‌های دیگر هستند. بسیاری از آن‌ها پولک‌ها یا پوسته کلسیتی، سیلیکونی ترشح می‌کنند که در یافته‌های فسیلی مربوط به 550mya مشاهده می‌شود.
استرامنوپیلاهای فتوسنتزکننده پایه زنجیره‌ای غذایی حساب می‌شوند و تقریباً ۵۰٪ تولیدکنندگی را برعهده دارند. ماده‌ای به نام آلگین (Algin) از جلبک قهوه‌ای خاصی به نام کتانجک استخراج می‌شود که مصارف زیادی دارد و در ساخت رنگ‌ها، غذای بچه و وسایل آرایشی استفاده می‌شود.
رسوبات سیلیکونی دیاتوم‌ها در علم زمین‌شناسی هم اهمیت زیادی دارد. هیچ‌یک از اعضای این شاخه انگل یا عامل بیماری نیستند ولی به خاطر ترشح موادی آزاردهنده زمانی که تعدادشان زیاد باشد باعث ناراحتی‌هایی در ماهی‌های می‌شوند.

## حفظ شکل سلول وحرکت
ساختارهای حمایت‌کننده ناجورتاژکان بسیار متنوع است. سلول آنها توسط غشای سلولی احاطه شده‌است و به خاطر اینکه آنها دارای صدف، پوسته و سایر ساختارهای حمایت‌کننده هستند شکل متفاوتی نشان می‌دهند. مشابه سایر پروتیست‌ها در دیواره سلولی آنها کیتین (chitin)(وجه تمایزآنها از قارچ‌ها) وجود دارد. برخی از آنها می‌توانند صفحات کوچکی از کلسیت، پروتئین یا حتی سیلیکون را تولید کنند و سپس آن را بصورت وزیکول‌های کوچک بسته‌بندی کرده و به سطح سلول ترشح کنند.
در نتیجه در سطح سلول فلس‌های زیبایی را به‌وجود بیاورد. فلس‌هایی که از جنس کلسیت هستند به نام کوکولیت (Cocolith)نامیده می‌شود. گروه‌های دیگری به نام (silico flagellateg) وجود دارند که دارای ساختارهای اسکلتی از جنس سیلیکون می‌باشد. دیاتوم‌ها می‌توانند، سیلیکون را به صورت پوسته ای به نام (Frustule) ترشح کنند که دارای دو قسمت به نام درب (2.Valve) می‌باشد. در زیر این پوسته غشای سلولی قرار گرفته که هسته کلروپلاست‌ها و سایر قسمت‌های سیتوپلاسم را دربر گرفته‌اند.
دوشکل از دیاتوم‌ها وجوددارد:
۱-(Centric diatoms): دارای پوستهای با تقارن شعاعی بوده ومشابه (پتری دیش) هستند.
۲-(Pennate diatoms): پوسته آنها دارای تقارن دوجانبی می‌باشد.
اعضای این شاخه اصطلاحاً (Heterokont flagellation) هستند را نشان می‌دهند یعنی دارای دو تاژک هستند که یکی از آن‌ها به ناحیه قدامی (پیشین) سلول کشیده شده‌است و دیگری به طرف ناحیه خلفی (پسین) گسترده شده‌است. تاژک جلویی به‌طور دو جانبی بر روی خود آرایشی از موهای سه قسمتی دارند در حالی که تاژک خلفی صاف بوده یا موهای رشته‌ای کمتری نشان می‌دهند و با زنش تاژک جلویی سلول به جلو کشیده می‌شود.

## تغذیه
برخی فتوسنتزکننده هستند در حالی که دیگران هتروتروف هستند و برخی هم مانند قارچ‌ها زندگی ساپروفیتی دارند. آنهایی که فتوسنتز می‌کنند دارای انواع کلروفیل‌های a,C1 C2 بوده و تیلاکوئیدها آرایش سه‌تایی نشان می‌دهند و کلروپلاست دارای چهار غشا است که بیرونی‌ترین غشا، هسته سلول را دربر گرفته‌است.
رنگدانه‌های جانبی زرد و قهوه‌ای مثل انواع زانتوفیل‌ها و همچنین کارتنوئیدها باعث ایجاد رنگ سبز قهوه ای در آنها شده ودرنتیجه در بعضی مواقع به اعضای این شاخه جلبکهای طلایی هم می‌گویند. گیاه شناسان به اعضای فتوسنتزکننده این شاخه کروموفیت می‌گویند. به‌طور معمول یک لکه چشمی در نزدیکی کلروپلاست جهت تشخیص نور دراین‌ها مشاهده می‌شود بسیاری ازنمونه‌های هتروتروف تاژک قدامی خودرا که دارای موهای سه قسمتی هستند جهت گرفتن غذا استفاده می‌کنند که در قاعده تاژک باایجاد پای کاذب این تکه‌های غذایی را می‌بلعند آنهایی که هتروتروف و ساپروفیت هستند آنزیم‌ها را بر روی تکه‌های غذایی ترشح می‌کنند وسپس غذاهای هضم شده را از طریق منافذ ریزی که در سطح سلول ایجاد می‌شود را به داخل خود می‌کشند.

## تولیدمثل
تقسیم میتوز در اعضای این شاخه بدون حضور سانتریول‌ها بوده واز نوع (Open Pleuromitosis) می‌باشند.
- - برای مثال تولید مثل غیر جنسی و جنسی در دیاتوم‌ها

تولیدمثل غیرجنسی:
در این حالت تقسیمات سلولی در سلولهایی که اصطلاحاً (Vegetative cell) گفته می‌شود انجام می‌گیرد. دیاتوم‌ها در حالت (Vegetative)به صورت دیپلوئید هستند که میتوز ودرپی آن سیتوکینز انجام می‌دهند. هریک از سلول‌های دختر یکی از پوسته‌ها را (Valve) به عنوان سلول والدی دریافت می‌کند و بعد از جداشدن ازهم هریک درب دیگر را می‌سازند که اندازهٔ کوچکتری نسبت به درب والدینشان می‌دهد.
- رفته رفته در نسلهای بعدی اندازه درب‌ها کوچکتر می‌شود.

تولیدمثل جنسی:
بعداز تولیدمثل غیر جنسی برای بدست آوردن اندازهٔ قبلی سلول تولیدمثل جنسی صورت می‌گیرد به‌طور معمول زمانی که اندازه سلول کمتر از نصف اندازه اصلی آنهاشدشروع به تولید مثل جنسی می‌کنند سلول‌هایی که به عنوان تولیدکنندهٔ سلول‌های جنسی نر هستند با تقسیم میوز تشکیل چندین اسپرم تاژک‌دار رامی کنند در مقابل سلول‌های تولید کنندهٔ سلول جنسی ماده با تقسیم میوز تشکیل یک یا دو اسپرم را می‌کند بعد از عمل لقاح یک سلول زیگوت تشکیل می‌شود که با جذب آب بزرگ شده وبه نام اگزوسپور (auxospore) نامیده می‌شود در این زمان پوسته قبلی ریخته شده و پوستهٔ جدید با درب‌های بزرگتر ساخته می‌شود.

## رده‌های اصلی
- پرتوزرین‌جلبکان (Actinochrysophyceae) یا آکسودین (Axodine)
- ترابریدگان (Bacillariophyceae) یا دیاتومه‌ها (diatoms)
- بولیدوموناس (Bolidophyceae)
- زرین‌جلبکان (Chrysophyceae)
- جلبک‌های سبز روشن (Eustigmatophyceae)
- جلبک‌های لُجه‌زی (Pelagophyte / Pelagophyceae)
- قهوه‌ای‌جلبکان (Phaeophyceae)
- سوزن‌جلبکان (Raphidophyte / Raphidophyceae)
- سینوریدها، جلبک‌های فلس‌دار (Synurid / Synurophyceae)
- جلبک زرد-سبز (Xanthophyceae)
- بیکوسوسیدها (Bicosoecid)
- توری‌های لغزنده (Labyrinthulomycetes, slime nets)
- کپک‌های آبی (Water mould, Oomycetes)